# Trichosteleum angustirete
Trichosteleum angustirete är en bladmossart som beskrevs av Hugh Neville Dixon och Edwin Bunting Bartram 1948. Trichosteleum angustirete ingår i släktet Trichosteleum och familjen Sematophyllaceae. Inga underarter finns listade i Catalogue of Life.